# Wappen des Landkreises Aichach-Friedberg
Der Landkreis Aichach-Friedberg führt seit Ende 1975 ein eigenes Wappen. Es zeigt unter den bayerischen Rauten ein grünes Eichenblatt sowie ein goldenes Ulrichskreuz.

## Geschichte
Das Wappen des im Zuge der kommunalen Neuordnung Bayerns zum 1. Juli 1972 neu geschaffenen Landkreises vereint die Wappenfiguren der untergegangenen Landkreise Aichach und Friedberg.
Das Eichenblatt – redende Figur aus dem Wappen der Stadt Aichach, in der sich der Kreissitz befindet – steht dabei für den ehemaligen Landkreis Aichach.

Das Ulrichskreuz ist dem Wappen des Landkreises Friedberg entnommen. Es ist ikonografisches Attribut des heiligen Bischofs Ulrich, dem Patron des Bistums Augsburg, und verweist auf die jahrhundertealte Zugehörigkeit des Gebiets zum Bistum.
Die bayerischen Rauten im Schildhaupt entstammen dem Familienwappen der Wittelsbacher. Sie standen in den Wappen beider Altlandkreise. Große Teile des Kreisgebiets gehörten zum bayerischen Herzogtum. Nordöstlich von Aichach befand sich in der Burg Wittelsbach der Stammsitz des Geschlechts.
Die Zustimmung zur Führung des Wappens erfolgte durch Schreiben der Regierung von Schwaben vom 10. Dezember 1975.

## Flagge
Zeitgleich mit der Verleihung des Wappens wurde auch das Führen einer Flagge genehmigt. Die Fahne in den Landkreisfarben Grün-Gelb ist eine Bannerfahne mit Querstab. Auf ihr ist im oberen Drittel das Landkreiswappen aufgelegt.